# Sauville (Ardennes)
Sauville je francouzská obec v departementu Ardensko v regionu Grand Est. V roce 2014 zde žilo 285 obyvatel.

## Poloha obce
Sousední obce jsou: Bairon-et-ses-Environs, Le Mont-Dieu, Tannay a Vendresse.

## Vývoj počtu obyvatel
Počet obyvatel